# Oliphants Drift
Oliphants Drift è un villaggio del Botswana situato nel distretto di Kgatleng, sottodistretto di Kgatleng. Il villaggio, secondo il censimento del 2011, conta 925 abitanti.

## Località
Nel territorio del villaggio sono presenti le seguenti 20 località:
- Bloisele di 27 abitanti,
- Borobise,
- Dirunya/Nkopo di 5 abitanti,
- Khurunyane di 14 abitanti,
- Mabitse di 6 abitanti,
- Makgopong Grazing Area di 11 abitanti,
- Manyenyele di 38 abitanti,
- Marobo di 10 abitanti,
- Mashibitswane/ Sebalamakgolo di 8 abitanti,
- Motlhaje di 22 abitanti,
- Radipalanyane di 10 abitanti,
- Ramosari di 7 abitanti,
- Sebilo di 6 abitanti,
- Sepere di 4 abitanti,
- Sepitswane di 6 abitanti,
- Seritibyane di 28 abitanti,
- Setshabakapere di 7 abitanti,
- Thakadu di 45 abitanti,
- Thejwane di 21 abitanti,
- Tlharedintle di 54 abitanti